# Río Morollón
El río Morollón es un río del sur de la península ibérica perteneciente a la cuenca hidrográfica del Guadalquivir, que discurre por el centro-este de la provincia de Granada (España). 

## Curso
El Morollón nace en el término municipal de La Peza, de la confluencia de varios arroyos y barrancos que descienden desde la Loma del Madroño, el Cerro de Alabancín (1575 m s. n. m.) y otros cerros que componen las estribaciones más septentrionales del macizo de Sierra Nevada. Realiza un recorrido de unos 11 km en dirección este-oeste hasta su desembocadura en el embalse de Francisco Abellán, donde confluye con el río Fardes.